# طفرة الذكاء الاصطناعي
طفرة الذكاء الاصطناعي،  أو ربيع الذكاء الاصطناعي  هي فترة مستمرة من التقدم التكنولوجي السريع في مجال الذكاء الاصطناعي والتي بدأت في أواخر العقد الأول من القرن الحادي والعشرين قبل أن تكتسب شهرة دولية في أوائل عشرينيات القرن الحادي والعشرين. وتشمل الأمثلة التنبؤ ببنية البروتينات الذي تقوده ديب مايند، بالإضافة إلى نماذج اللغة الكبيرة وتطبيقات الذكاء الاصطناعي التوليدي التي طورتها أوبن أيه آي.

## التاريخ
في عام 2012 استخدم فريق بحث من جامعة تورنتو الشبكات العصبية الاصطناعية وتقنيات التعلم العميق لخفض معدل الخطأ إلى أقل من 25% لأول مرة خلال تحدي إيمجنت للتعرف على الكائنات في رؤية الكمبيوتر. حفز الحدث ازدهار الذكاء الاصطناعي في وقت لاحق من ذلك العقد، عندما أصبح العديد من خريجي تحدي إيمجنت قادةً في صناعة التكنولوجيا. في مارس 2016، تغلب ألفا غو على لي سيدول في منافسة من خمس مباريات، مما يمثل أول مرة يتغلب فيها برنامج كمبيوتر على محترف 9-dan بدون إعاقة. أدت هذه المباراة إلى زيادة كبيرة في الاهتمام العام بالذكاء الاصطناعي. بدأ سباق الذكاء الاصطناعي التوليدي بجدية في عام 2016 أو 2017 بعد تأسيس أوبن أيه آي والتطورات التي تم إحرازها سابقًا في وحدات معالجة الرسومات، وكمية بيانات التدريب وجودتها، والشبكات التوليدية المتنافسة، ونماذج الانتشار وبنى المحولات.
في عام 2018، أفاد مؤشر الذكاء الاصطناعي، وهو مبادرة من جامعة ستانفورد، عن انفجار عالمي في الجهود التجارية والبحثية في مجال الذكاء الاصطناعي. نشرت أوروبا أكبر عدد من الأوراق البحثية في هذا المجال في ذلك العام، تليها الصين وأمريكا الشمالية. أدت التكنولوجيات مثل ألفافولد إلى تنبؤات أكثر دقةً في طي البروتين وحسنت عملية تطوير الأدوية. بدأ الاقتصاديون والمشرعون في مناقشة التأثير المحتمل للذكاء الاصطناعي بشكل أكثر تواترًا. بحلول عام 2022، شهدت نماذج اللغة الكبيرة (LLMs) زيادةً في الاستخدام في تطبيقات روبوت الدردشة؛ يمكن لنماذج توليد الصور من النص إنشاء صور تبدو وكأنها من صنع الإنسان؛  وكان برنامج توليف الكلام قادرًا على تكرار الكلام البشري بكفاءة.
وفقًا للمقاييس من عام 2017 إلى عام 2021، تتفوق الولايات المتحدة على بقية دول العالم من حيث تمويل رأس المال المخاطر، وعدد الشركات الناشئة، وبراءات الاختراع الممنوحة في مجال الذكاء الاصطناعي. يلعب العلماء الذين هاجروا إلى الولايات المتحدة دورًا كبيرًا في تطوير البلاد لتكنولوجيا الذكاء الاصطناعي. وتلقى العديد منهم تعليمهم في الصين، مما أثار جدلاً حول مخاوف الأمن القومي وسط تدهور العلاقات بين البلدين.
صور الخبراء تطوير الذكاء الاصطناعي على أنه منافسة على الميزة الاقتصادية والجغرافية السياسية بين الولايات المتحدة والصين. في عام 2021 حدد محلل في مجلس العلاقات الخارجية الطرق التي يمكن للولايات المتحدة من خلالها الحفاظ على مكانتها وسط التقدم الذي أحرزته الصين. في عام 2023 دعا محلل في مركز الدراسات الإستراتيجية والدولية الولايات المتحدة إلى استخدام هيمنتها في تكنولوجيا الذكاء الاصطناعي لدفع سياستها الخارجية بدلاً من الاعتماد على الاتفاقيات التجارية.

## التطورات

### الطبية والحيوية
كانت هناك مقترحات لاستخدام الذّكاء الاصطناعيّ لتطوير أشكال جذرية من إطالة عمر الإنسان.
تُعتبر النتيجة التي حققها ألفافولد 2 في اختبار المسافة العالمية (GDT) في مسابقة التقدير التوقعي لبنية البروتين، والتي تجاوزت 90 نقطة، تعتبر إنجازًا كبيرًا في مجال علم الأحياء الحسابي،  وتمثل تقدمًا كبيرًا نحو تحقيق التحدي الكبير في علم الأحياء الذي استمر لعقود. وصف الفائز بجائزة نوبل وعالم الأحياء الهيكليّ فينكي راماكريشنان النتيجة بأنّها "تقدّم مذهل في مشكلة طيّ البروتين"،  مضيفًا أنّ "لقد حدث ذلك قبل عقود من تنبؤ العديد من الأشخاص في هذا المجال". من المتوقّع أنّ القدرة على التنبّؤ ببنية البروتين بدقّة استنادًا إلى تسلسل الأحماض الأمينية المكوّنة له ستسرّع من اكتشاف الأدوية وتتيح فهمًا أفضل للأمراض. ومضى إلى القول إنّ خوارزمية الذّكاء الاصطناعيّ يمكنها "التنبّؤ بشكل البروتينات في حدود عرض ذرّة".

### الصور ومقاطع الفيديو

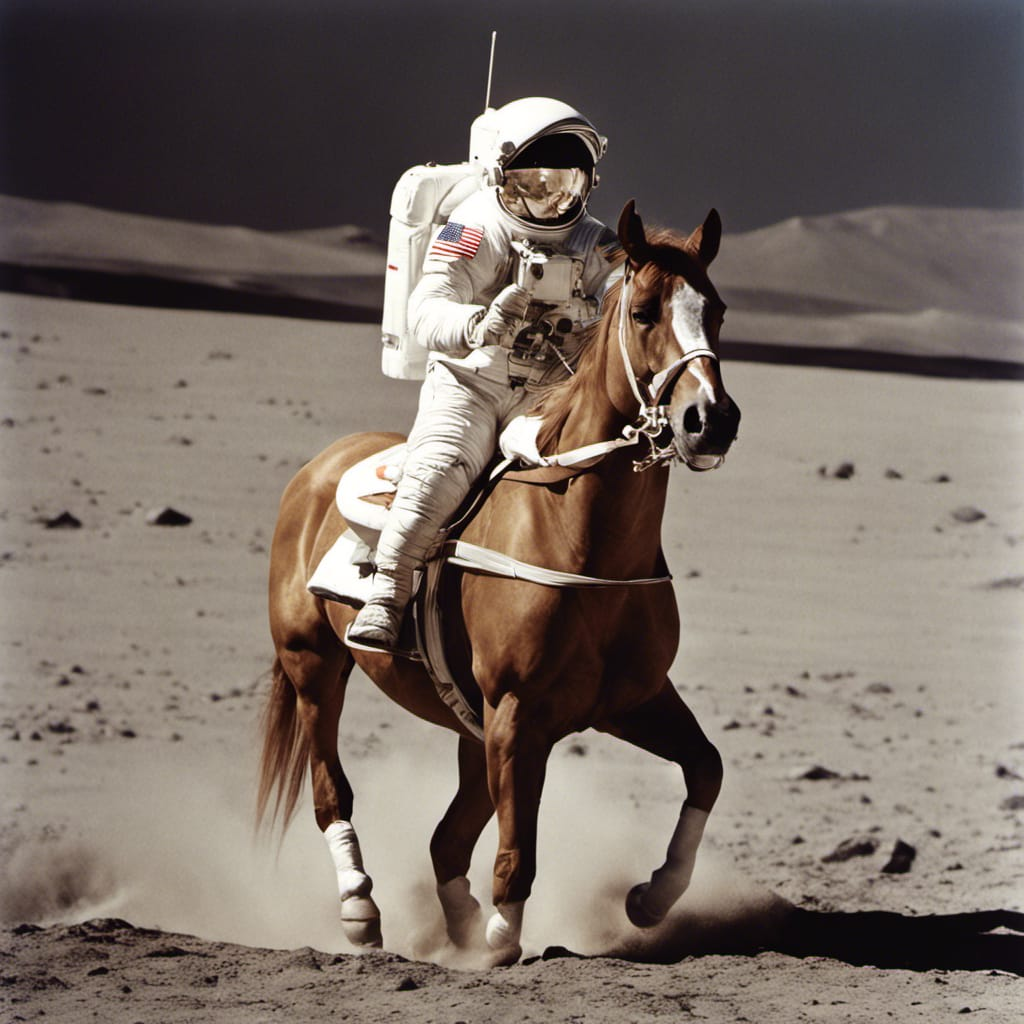
صورة باستخدام ستيبل ديفيوجن بأمر "صورة لرائد فضاء يمتطي حصانًا"

شهد مجال نماذج توليد الصور من النص تطورًا ملحوظًا مع إطلاق شركة أوبن أيه آي لنموذجها "دال-إي" في يناير 2021، والذي شكل نقطة تحول في هذا المجال. تبع ذلك إصدار النسخة المحسنة "دال-إي 2" في أبريل 2022، والتي أظهرت قدرات متقدمة في توليد صور واقعية ومعقدة. وفي نفس العام، شهدنا ظهور نماذج أخرى بارزة مثل "ميدجورني" في يوليو،  و"ستيبل ديفيوجن" في أغسطس، مما أثرى المشهد التنافسي في هذا المجال.
على غرار نماذج النص إلى الصورة الأخرى، يمكن لمنصات النص إلى فيديو المدعومة بنماذج اللغات إنشاء مقاطع فيديو من النص بالإضافة إلى المطالبات المرئية، ومن هذه المنصات "رن واي"، وسورا من شركة أوبن أيه آي،  و"DAMO - دامو"،  و"Make-A-Video - أصنع فيديو"،  و"Imagen Video - إيماجن فيديو"،  و"Phenaki - فيناكي".

### اللغة
جي بي تي-3 هو نموذج لغة كبير تم إطلاقه في عام 2020 من قبل أوبن أيه آي وهو قادر على إنشاء نص عالي الجودة يشبه النص البشري. وقد تم إسناد الفضل إلى النموذج في تحفيز وتسريع طفرة الذكاء الاصطناعي بعد إطلاقه. تم استخدام إصدار محدّث يسمى "جي بي تي-3.5" في شات جي بي تي، والذي حظي لاحقًا بالاهتمام بسبب استجاباته التفصيلية وأجوبته المفصلة في العديد من مجالات المعرفة. تم إطلاق إصدار جديد يسمى "جي بي تي-4" في 14 مارس 2023، وتم استخدامه في محرك البحث مايكروسوفت بينغ. تم إطلاق نماذج لغات أخرى، مثل بالم، وجيمناي من جوجل، ولاما من ميتا بلاتفورمز.
في يناير 2023، تم إطلاق مترجم ديب إل وهي أداة تعتمد على الذكاء الاصطناعي لتحسين النصوص أحادية اللغة. وفي ديسمبر 2023 تم الكشف عن جيمناي وهو أحدث نموذج من جوجل، مدعياً تفوقه على النموذج السابق الأفضل من نوعه جي بي تي-4 في معظم المعايير.

### الموسيقى والصوت
في عام 2016، كشفت ديب مايند النقاب عن ويف نت [الإنجليزية] وهي شبكة تعلم عميق أنتجت موسيقىً باللغة الإنجليزية والماندرين والبيانو.
في عام 2020 تم إطلاق تطبيق "15.ai [الإنجليزية]" المجاني غير التجاري على الويب والذي يعمل بالذكاء الاصطناعي.[51][52] يُنسب إلى هذا التطبيق الفضل في تعميم استنساخ الصوت بالذكاء الاصطناعي في مجال إنشاء المحتوى، حيث يُعد أول تطبيق متاح للجمهور للتركيب الصوتي بالذكاء الاصطناعي، وكان له تأثير كبير على العديد من مجتمعات الإنترنت، ولا سيما مجتمعي "ماي ليتل بوني: فيريندشيب إز ماجيك" و"تيم فورتريس 2". [53][54]
سمحت إلفن لابس للمستخدمين بتحميل عينات صوتية وإنشاء صوت يشبه هذه العينات. تعرضت الشركة للانتقاد بعد إنشاء تصريحات مثيرة للجدل بناءً على الأنماط الصوتية للمشاهير والمسؤولين الحكوميين وغيرهم من الشخصيات الشهيرة،  مما أثار مخاوف بشأن إمكانية استخدام هذه التكنولوجيا في جعل الفيديوهات المزيفة أكثر واقعية. أثارت أغنية غير رسمية تم إنشاؤها باستخدام أصوات الموسيقيين دريك وذا ويكند تساؤلات حول الأخلاقية والشرعية لهذا النوع من البرامج.

## التأثير
قد يكون لازدهار الذكاء الاصطناعي تأثير ثقافي وفلسفي  وديني  واقتصادي  واجتماعي عميق،  حيث أصبحت أسئلة مثل محاذاة الذكاء الاصطناعي،  والكيفيات،  وتطوير الذكاء الاصطناعي العام  موضوعات بارزةً على نطاق واسع في النقاش الشعبي. يتمتع الذكاء الاصطناعي بإمكانية التطبيق في مختلف المجالات، بما في ذلك التعليم،  والرعاية الصحية،  والنقل.

### ثقافيًا
أثناء ازدهار الذكاء الاصطناعي، ظهرت مجموعات مختلفة، بدءًا من تلك التي تريد تسريع تطوير الذكاء الاصطناعي بأسرع ما يمكن إلى تلك التي تشعر بقلق أكبر بشأن سلامة الذكاء الاصطناعي وتريد "التباطؤ".

### الأعمال والاقتصاد
نظرت شركات التكنولوجيا الكبرى إلى ازدهار الذكاء الاصطناعي على أنه فرصة وتهديد على حد سواء؛ على سبيل المثال، أدركت شركة ألفابت أن "أوبن أيه آي" يمكن أن يكون بديلاً لبحث غوغل. دمجت ألفابت شركة ديب مايند وجوجل برين لتسريع أبحاثها في مجال الذكاء الاصطناعي.
ارتفعت القيمة السوقية لشركة إنفيديا، التي تحظى وحدات معالجة الرسومات الخاصة بها بطلب كبير لتدريب نماذج الذكاء الاصطناعي التوليدي واستخدامها، إلى أكثر من 3.3 تريليون دولار أمريكي، مما يجعلها أكبر شركة في العالم من حيث القيمة السوقية في 19 يونيو 2024.
يمكن شراء موارد التعلم الآلي والأجهزة أو البرامج وترخيصها جاهزةً أو كخدمات منصة سحابية. يتيح هذا استخدامات واسعة ومتاحة للعامة مما يساهم في نشر مهارات الذكاء الاصطناعي. تعتبر أكثر من نصف الشركات أن الذكاء الاصطناعي هو أولوية تنظيمية قصوى وأنه التقدم التكنولوجي الأكثر أهميةً منذ عدة عقود.
في ظل طفرة الذكاء الاصطناعي، أصبحت أدوات الذكاء الاصطناعي التوليدية مُتاحة على نطاق واسع عبر مختلف الصناعات، وتستخدم بشكل متزايد في الشركات عبر المناطق. أحد المجالات الرئيسية للاستخدام هو تحليل البيانات. ويعتبر البعض أن التعلم الآلي تحول تدريجي يحسن أداء الصناعة. وتفيد الشركات بأن الذكاء الاصطناعي أكثر فائدة في زيادة كفاءة العمليات، وتحسين صنع القرار، وتعزيز الخدمات والمنتجات الحالية. ومن خلال التبني أثر الذكاء الاصطناعي بالفعل بشكل إيجابي على توليد الإيرادات في العديد من وظائف الأعمال. وقد شهدت الشركات زيادات في الإيرادات تصل إلى 16% خاصة في التصنيع، وإدارة المخاطر، والبحث والتطوير.
ازدادت استثمارات الذكاء الاصطناعي والذكاء الاصطناعي التوليدي مع الازدهار، حيث ارتفعت من 18 مليار دولار في عام 2014 إلى 119 مليار دولار في عام 2021. وأبرزها أن حصة استثمارات الذكاء الاصطناعي التوليدي كانت حوالي 30% في عام 2023. علاوةً على ذلك، شهدت شركات الذكاء الاصطناعي التوليدي استثمارات كبيرةً في رأس المال المخاطر على الرغم من أن التوقعات التنظيمية والاقتصادية لا تزال موضع تساؤل.
تستحوذ عمالقة التكنولوجيا على الجزء الأكبر من المكاسب النقدية من الذكاء الاصطناعي وتعمل كموردين رئيسيين أو عملاء للمستخدمين الخاصين والشركات الأخرى.

## المخاوف
تعتبر عدم الدقة والأمن السيبراني وانتهاك حقوق الملكية الفكرية هي المخاطر الرئيسية المرتبطة بالطفرة، على الرغم من أن الكثيرين لا يحاولون بنشاط التخفيف من الخطر. تُنتقد نماذج اللغة الكبيرة بسبب إعادة إنتاج التحيزات الموروثة من بيانات التدريب الخاصة بها، بما في ذلك التحيزات التمييزية المتعلقة بالعرق أو الجنس. كتقنية ذات استخدام مزدوج ينطوي الذكاء الاصطناعي على مخاطر إساءة الاستخدام من الجهات الفاعلة الخبيثة. ومع ازدياد تطور الذكاء الاصطناعي، قد يصبح في نهاية المطاف أرخص وأكثر كفاءةً من البشر، مما قد يتسبب في بطالة تكنولوجية وفترة اضطراب اقتصادي. كان رد فعل الجمهور تجاه ازدهار الذكاء الاصطناعي مُختلطًا، حيث أشاد البعض بالإمكانيات الجديدة التي يخلقها الذكاء الاصطناعي، وتطوره وإمكاناته لإفادة البشرية؛  بينما ندد به آخرون لتهديده الأمن الوظيفي  ولإعطاء ردود "غريبة" أو خاطئة.

### هيمنة عمالقة التكنولوجيا
يهيمن على مشهد الذكاء الاصطناعي التجاري شركات التكنولوجيا الكبرى الأمريكية مثل ألفابت، وأمازون، وأبل، وميتا بلاتفورمز، ومايكروسوفت، التي تجاوزت استثماراتها في هذا المجال استثمارات أصحاب رؤوس الأموال المغامرة المقيمين في الولايات المتحدة. يمتلك بعض هؤلاء اللاعبين بالفعل الغالبية العظمى من البنية التحتية السحابية الموجودة، ورقائق الذكاء الاصطناعي، وقوة الحوسبة من مراكز البيانات، مما يسمح لهم بترسيخ أقدامهم بشكل أكبر في السوق.

### الملكية الفكرية
اتُهمت شركات تكنولوجيا مثل ميتا و"أوبن أيه آي" وإنفيديا من قبل الفنانين والكتاب والصحفيين ومطوري البرامج لاستخدام أعمالهم لتدريب نماذج الذكاء الاصطناعي. استخدمت روبوتات الدردشة المبكرة مثل "جي بي تي-1" مجموعة بيانات تتكون من نص حوالي 7000 كتاب منشور ذاتيًا تُعرف باسم "BookCorpus"، ولا تزال الكتب أفضل مصدر للبيانات التدريبية لإنتاج نماذج لغة عالية الجودة. أثار شات جي بي تي الشكوك حول أن مصادره تشمل مكتبات من المحتوى المقرصن بعد أن أنتج روبوت الدردشة مُلخصات مُفصلة لكل جزء من كتاب "The Bedwetter" لسارة سيلفرمان ومقتطفات حرفية من المحتوى المدفوع من نيويورك تايمز.

### التشابه وانتحال الشخصية
قد تسهل القدرة على إنشاء رسائل مقنعة ومخصصة بالإضافة إلى صور واقعية التضليل والتلاعب والدعاية على نطاق واسع.
في 19 أبريل 2024، كجزء من الخلاف المستمر مع زميله مغني الراب كيندريك لامار، أصدر الفنان دريك أغنية الهجاء (بالإنجليزية: Taylor Made Freestyle)‏، التي تميزت بغناء مولد يقلد أصوات توباك شاكور وسنوب دوغ. هددت ملكية شاكور برفع دعوى قضائية بشأن استخدام صوت شبيه لشاكور قائلةً إن ذلك يشكل انتهاكًا لحقوق شاكور الشخصية.
في 20 مايو 2024، بعد إصدار عرض توضيحي للتحديثات على ميزة وضع الصوت في شات جي بي تي قبل أسبوع واحد، أصدرت الممثلة سكارليت جوهانسون بيانًا فيما يتعلق بصوت "سكاي" الذي ظهر في العرض التوضيحي،  متهمة شركة "أوبن أيه آي" بإنتاجه ليصبح مشابهًا جدًا لصوتها الخاص، وتصويرها للمساعد الصوتي للذكاء الاصطناعي سامانثا في فيلم "هي [2013]"،  على الرغم من رفضها عرضًا سابقًا من الشركة لتوفير صوتها للنظام.
وقعت العديد من الحوادث التي تنطوي على مشاركة مواد إباحية مزيفة عميقة، ففي أواخر يناير 2024 انتشرت صور مزيفة للموسيقية الأمريكية تايلور سويفت. حذر العديد من الخبراء من أن المواد الإباحية المزيفة يتم إنشاؤها ونشرها بسرعة أكبر، نظرًا لسهولة استخدام التكنولوجيا نسبيًا. قدمت كندا تشريعًا اتحاديًا يستهدف مشاركة الصور الجنسية الصريحة التي يتم إنشاؤها بالذكاء الاصطناعي دون موافقة؛ حيث أن معظم المقاطعات بها قوانين من هذا القبيل بالفعل. وفي الولايات المتحدة تم تقديم قانون DEFIANCE في مارس 2024.

### البيئة
يتطلب تشغيل منتجات الذكاء الاصطناعي التوليدي كمية كبيرة من الكهرباء مما يجعل من الصعب على الشركات تحقيق صافي انبعاثات صفرية. وخلال الفترة من عام 2019 إلى عام 2024 زادت انبعاثات غازات الاحتباس الحراري من غوغل بنسبة 50%.

### الأمن الحيوي والأمن السيبراني
يتوقع باحثو مركز سلامة الذكاء الاصطناعي أن الذكاء الاصطناعي سيحسن من "إمكانية الوصول، ومعدل النجاح، والنطاق، والسرعة، والتخفي، وقوة الهجمات السيبرانية"، مما قد يسبب "اضطرابات جيوسياسيةً كبيرة" إذا عزز الهجوم أكثر من الدفاع. تم إثارة مخاوف بشأن القدرة المحتملة لأنظمة الذكاء الاصطناعي المستقبلية على هندسة مسببات الأمراض الفتاكة والمعدية بشكل خاص.
يقال أن ازدهار الذكاء الاصطناعي تحول لسباق تسلح تتنافس فيه الشركات الكبرى ضد بعضها البعض للحصول على أقوى نموذج ذكاء اصطناعي في السوق، مع إعطاء الأولوية للسرعة والربح على السلامة وحماية المستخدم.

### الإحساس وانقراض الإنسان
أثار التقدم السريع في الذكاء الاصطناعي أيضًا اهتمامًا بما إذا كانت بعض أنظمة الذكاء الاصطناعي المستقبلية ستكون واعيةً أو جديرةً بالاعتبار الأخلاقي بطريقة أخرى،  وما إذا كان ينبغي منحها حقوقًا.
حذر قادة الصناعة أيضًا في بيان حول خطر انقراض الذكاء الاصطناعي من أن البشرية قد تفقد السيطرة بشكل لا رجعة فيه أمام ذكاء اصطناعي عام متقدم بشكل كاف.